# Мгеладзе, Власа Джарисманович
Власа Джарисманович Мгела́дзе (груз. ვლასა მგელაძე, 1868, Зомлети, Чохатаурский муниципалитет — 1943, Париж) — революционер и грузинский политик. Член бюро ЦК РСДРП. Член Учредительного собрания Грузии.

## Биография

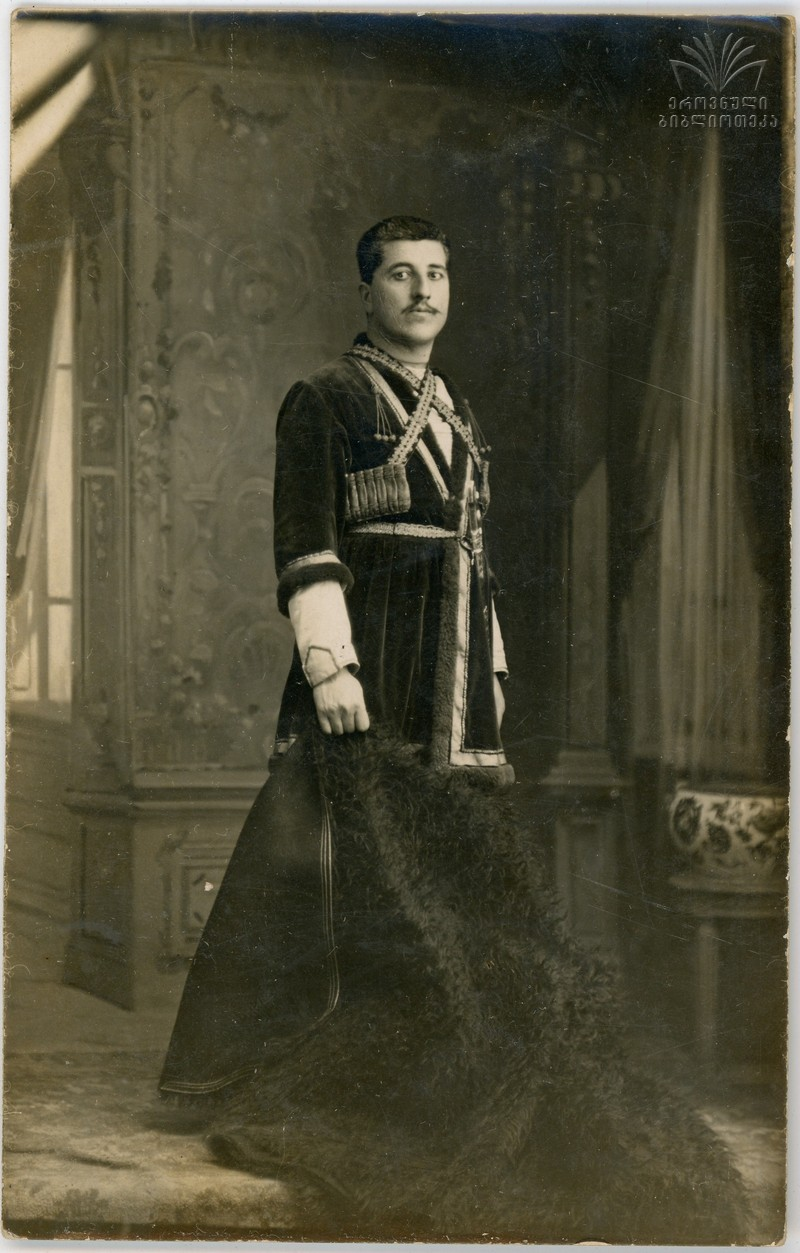

Родился в крестьянской семье. Из-за крайней бедности не смог окончить школу. Его дядя, Лука Цуладзе, взял Власу учеником в типографию Петра Цулукидзе в Кутаиси, где тот отработал три года.
Пребывание в среде печатного дела, постоянное окружение грузинскими книгами и журналами, очень помогло Мгеладзе-подростку в самообразовании. Переехав в Тифлис, через какое-то время он устроился на работу в типографию, печатавшую газету «Иверия». При ней же размещалась редакция газеты, там проходили знаменитые «четверги» Ильи Чавчавадзе, в которых участвовали представлены Александр Казбеги, Эгнате Ниношвили, Нико Николадзе, Акакий Церетели, Иване Мачабели, Важа-Пшавела, Силибистро Джибладзе.
В XIX веке в Грузии сформировалось новое социал-демократической направление — «Месаме-даси» (третья группа), Власа Мгеладзе стал его последователем и постепенно профессиональным революционером. Лозунгом его борьбы было свержение самодержавия, самоопределение Грузии, национальные и политические свободы. В 1900 году он участвовал в демонстрации, организованной социал-демократическими организациями Тифлисе в сельской местности. В том же году во время забастовки на железной дороге он издал прокламацию. В 1900 году он был ненадолго арестован, а в следующем году арестован в Тифлисе за участие в массовой демонстрации и выслан из города после трёхмесячного тюремного заключения. Жил в Батуми, где стал активно участвовать в работе местной социал-демократической организации, организовал нелегальную типографию. В 1901 году он помогал Владимиру Кецховели в нелегальном получении шрифтов в Баку. В 1901 году его арестовали на Тифлисском вокзале. Он провёл 17 месяцев в тюрьме Метехи, затем был сослан в Иркутск на три года, откуда бежал в 1904 году.
В 1904 году работал в нелегальной типографии «Нина» в Баку. В 1905 году работал в Батуми, параллельно в Тифлисе руководил организацией бомбардировочной мастерской, участвовал в ликвидации армяно-тюркских столкновений.
Активный участник революции 1905 года.
Делегат съезда РСДРП в Стокгольме (1906), выступил с речью. В 1907 году активно участвовал в избирательной кампании во Вторую Государственную Думу. В 1907 году был делегатом лондонского съезда РСДРП из тифлисской организации. В 1907 году от имени рабочих выступал на похоронах Ильи Чавчавадзе.
В 1908 году нелегально путешествовал по Европе, посетил Вену, затем в Цюрих. Встречался с П. Б. Аксельродом, Георгием Плехановым, Петром Кропоткиным, Максимом Горьким, Жаном Жоржем.
В 1908 году он отправился в Персию и принял участие в революции в Тебризе. Характеризовался как бесстрашный воин, был командующим Красными частями с Кавказа и членом местного революционного правительства. В результате несчастного случая (граната взорвалась в его руке) получил увечье правой руки. Он присутствовал на открытии Меджлиса в Тегеране в 1909 году и выступил с речью о принятии Конституции Ирана, которая произвела впечатление на Меджлис. Статья «Русское в Словении» было опубликована и распространена в Европе.
Со второй половины 1910 года снова жил в Европе, как активный член социал-демократической партии занимался революционной деятельностью, делал доклады о персидской революции в разных местах, в том числе по приглашению Максима Горького приезжал на Капри, где встречался с Лениным и Михаилом Коцубинским.
В 1910 году прибыл в Тифлис с Ноем Жордания, по партийному заданию вёл переговоры с Джибладзе, в марте был арестован в Батуми, сидел в тюрьмах Батуми и в Метехи. В 1911 году был сослан в Ростов. Бежал оттуда в Финляндию, но получил сообщения о сложной ситуации в Персии и решил переехать туда. По дороге, в Баку он был арестован 24 октября и снова сослан в Ростов, снова бежал и незаконно вернулся в Грузию.
В 1912 году Кавказский областной комитет направил делегацию в Германию для получения финансовой помощи. Находясь в Европе, узнал о революции в Китае и решил поехать туда, но в итоге решил поехать в Персию. Находясь в Европе, вместе с Григолом Уратадзе участвовал в Венской меньшевистской конференции. В 1912 году получил средства и вернулся в Тифлис. 17 января 1913 года его снова арестовали и приговорили к пяти годам ссылки в Нарым, но он сбежал. Его снова арестовали в Томске, хотя ему всё же удалось сбежать и сначала отправиться в Санкт-Петербург, затем в Баку, в Кутаиси через Гурию.
Навестил старую маму и снова отправился в Санкт-Петербург. В мае 1914 года был делегатом на конгрессе в Брюсселе. В 1915 году жил в Вене и работал с «Украинским межпартийным правительством». Был в Стамбуле несколько раз в течение 1915—1916 годов для переговоров с Комитетом освобождения Грузии. После февральской революции 1917 года Власа Мгеладзе вернулся в Россию в опломбированном вагоне вместе с Лениным.
После октябрьской революции 1917 года активно оппонировал лидеру РСДРП (б) В. И. Ленину, отошёл от большевиков и вернулся в Грузию. В 1918 году примкнул к фракции меньшевиков. В ноябре 1917 года был избран членом Национального совета Грузии. В декабре 1917 года был одним из основателей Народной гвардии. 26 января 1918 года произнёс речь на открытии Грузинского университета. Подписал Акта о независимости Грузии от 26 мая 1918 года и декларацию
С 1918 по 1921 год — комиссар народной гвардии Грузинской Демократической Республики.
После установления в Грузии советской власти, в 1921 году эмигрировал в Европу. В 1923 году участвовал в объединенном немецком социал-демократическом конгрессе в Аугсбурге и Нюрнберге. В начале 1924 года вернулся в Грузию для подготовки к восстанию и возглавил вооруженное восстание в Кутаисском районе. После поражения восстания скрывался. В сентябре 1925 года нелегально выехал за границу. В последующие годы он жил в Ницце, работал над воспоминаниями.
Скончался в эмиграции в 1943 году.
Похоронен на Левильском кладбище.